# Mural del paso bajo nivel Santa Lucía
El mural del paso bajo nivel Santa Lucía es un mural realizado como mosaico ubicado en paso bajo nivel de calle Santa Lucía y Avenida Libertador General Bernardo O'Higgins, al costado del cerro Santa Lucía, en el centro de la ciudad de Santiago, Chile.

## Historia
Tuvo su origen con la construcción de la Remodelación San Borja en 1969, el cual consideraba la construcción de un paso bajo nivel en la Avenida Libertador General Bernardo O'Higgins, para garantizar accesos vehiculares desde el norte de la ciudad. Mientras se encontraba en ejecución el paso, cuyas obras se habían iniciado en enero de 1970, la Corporación de Mejoramiento Urbano llamó a un concurso público en abril para la creación de una obra artística que cubriese sus muros. El 6 de junio se anunció que el concurso fue ganado por Iván Vial, Eduardo Martínez Bonati y Carlos Ortúzar, quienes integraban el «Taller de Diseño Integrado».
Posterior a la inauguración del paso bajo nivel, ocurrida el 16 de julio de 1970, las obras de montaje de la obra se iniciaron el 20 de julio y finalizaron en octubre, y fueron inauguradas por el presidente Eduardo Frei Montalva.
En 2021 fue declarado como Monumento Histórico mediante decreto del Ministerio de las Culturas, las Artes y el Patrimonio.

## Descripción
El mural está realizado como mosaico por piezas de gres cerámico vidriado de 2×4 cm de la empresa IRMIR, montados sobre los muros de hormigón armado del paso bajo nivel, cuya superficie abarca desde los muros laterales a partir del ingreso desde la calle Santa Lucía hasta sus salidas en calle Moneda, calle Carmen y Diagonal Paraguay, y los muros del puente que une el cerro Santa Lucía con la plaza Benjamín Vicuña Mackenna, y los del puente de la Alameda. Los colores predominantes son tonos de azul, celeste y blanco.